# Audiometer
Een audiometer is een machine die wordt gebruikt voor gehoortesten, zoals bij het maken van een audiogram.
De uitvinding van de machine wordt in het algemeen toegeschreven aan dr. Harvey Fletcher van Brigham Young University. Audiometers zijn standaard apparatuur in KNO-klinieken en in centra voor audiologie. Ze bestaan meestal uit een hardware eenheid gekoppeld aan een koptelefoon en een knop. 
De eisen die worden gesteld aan een audiometer zijn vastgelegd in de IEC 60645, ISO 8253, en ANSI S3.6 standaarden.
Een alternatief voor de relatief dure hardware audiometers zijn software-audiometers. Deze worden geïnstalleerd op een gewone computer en zijn ook door iedereen in huiselijke omgeving te gebruiken. Hun accuratesse is echter minder hoog dan die van een hardware-audiometer bij gebrek aan een standaard voor kalibratie.